# Sigmund Freud présenté par lui-même
Sigmund Freud présenté par lui-même ou « Autoprésentation » (« Selbstdarstellung ») est un ouvrage de Sigmund Freud publié en 1925 sous le titre général de la collection établie par Dr. L.R. Grote, Die Medizin der Gegenwart in Selbstdarstellung (La Médecine contemporaine présentée par elle-même). Ce livre n'est pas tant une autobiographie qu'une histoire de la psychanalyse présentée par Freud : 

« Deux thèmes parcourent cet ouvrage : celui de ma propre destinée et celui de l’histoire de la psychanalyse. Ils sont très étroitement liés. Ma Présentation de moi-même montrent comment la psychanalyse devient le contenu de ma vie, et se conforme ensuite à ce principe justifié que rien de ce qui m'arrive personnellement ne mérite d'intéresser au regard de mes relations avec la science »

## Histoire du texte
Sigmund Freud écrit ce texte en août-septembre 1924 et en corrige les épreuves en octobre (d'après sa lettre à Karl Abraham du 17 octobre 1924). La « Selbstdarstellung » parait en février 1925 dans le quatrième volume d'une série d'autoprésentations demandées à des « médecins en renom ».
La première traduction française, en 1928, sous le titre Ma vie et la psychanalyse, traduction revue par Freud lui-même, est de Marie Bonaparte.